# Alёškina ljubov'
Alёškina ljubov' (Алёшкина любовь) è un film del 1960 diretto da Georgij Ščukin e Semёn Isaevič Tumanov.